# Rijksbeschermd gezicht Medemblik - Kerksituatie
Gezicht Medemblik - Kerksituatie is een van rijkswege beschermd stadsgezicht in Medemblik in de Nederlandse provincie Noord-Holland. De procedure voor aanwijzing werd gestart op 21 april 1967. Het gebied werd op 29 augustus 1968 definitief aangewezen. Het beschermd gezicht beslaat een oppervlakte van 1,5 hectare.
Panden die binnen een beschermd gezicht vallen krijgen niet automatisch de status van beschermd monument. Wel zal de gemeente het bestemmingsplan aanpassen om nieuwe ontwikkelingen in het gebied te reguleren. De gezichtsbescherming richt zich op de stedenbouwkundige en cultuurhistorische waardering van een gebied en wil het toekomstig functioneren daarvan veiligstellen.